# Limnephilus extricatus
Limnephilus extricatus – gatunek owada z rzędu chruścików (Trichoptera), z rodziny bagiennikowatych (Limnephilidae). Przenośne domki larw zbudowane są z przędzy jedwabnej oraz piasku.
Gatunek północnopalearktyczny, występuje w Skandynawii i na równinach środkowoeuropejskich, larwy spotykane w jeziorach, torfowiskach i ciekach. Limnefil, tyrfofil, liczniej i częściej spotykany w małych strumieniach i rzeczkach nizinnych.
Jakubisiakowa (1933) wykazała obecność tego gatunku w Jeziorze Kierskim (Wielkopolska). Imagines złowiono nad Jeziorem Mikołajskim, Oświn oraz w dolinie Narwi. W Tatrach stwierdzono obecność w jednym jeziorze w paśmie lasu.
W Finlandii gatunek pospolity, występujący w jeziorach, stawach i zbiornikach okresowych. W Estonii i na Łotwie imagines spotykane nad jeziorami, najczęściej nad słaboeutroficznymi oraz ciekami. W Niemczech występuje w rzekach i wodach torfowiskowych. Imagines spotykane także nad górskimi jeziorami w Jugosławii.